# بيتر بيدرسن
بيتر بيدرسن (بالسويدية: Peter Pedersen)‏ هو سياسي سويدي، ولد في 1954. حزبياً، نشط في حزب اليسار. وقد انتخب عضو البرلمان السويدي ‏.